# Nova Zelândia nos Jogos Olímpicos de Verão de 1992
A Nova Zelândia nos Jogos Olímpicos de Verão de 1992, em Barcelona, na Espanha competiu representada por 134 atletas, sendo 92 homens e 42 mulheres, que disputaram provas de 17 esportes diferentes e 87 modalidades distintas.
Os atletas nacionais conquistam um total de 10 medalhas para o país, divididas entre 1 de ouro, quatro de prata e cinco de bronze e terminou a competição na 28º colocação no quadro geral de medalhas.

## Medalhistas

### Ouro
- Barbara Kendall — Vela

### Prata
- Danyon Loader — Natação, 200 metres borboleta masculino
- Vicki Latta, Andrew Nicholson, e Blyth Tait — Hipismo
- Leslie Egnot e Jan Shearer — Vela
- Don Cowie e Rod Davis — Vela

### Bronze
- Lorraine Moller — Atletismo, Maratona feminina
- David Tua — Boxe, Peso pesado masculino
- Gary Anderson — Ciclismo
- Blyth Tait — Hipismo
- Craig Monk — Vela